# Glas hrvatske žrtve – Zid boli
Spomenik "Glas hrvatske žrtve – Zid boli, rad kipara Dušana Džamonje, otvoren je 14. listopada 2004. godine i nalazi se na groblju Mirogoj. U spomenik su urezana u crni mramor 13.500 imena poginulih hrvatskih branitelja i civila - žrtava velikosrpske agresije na Hrvatsku.
Na spomeniku piše "Glas hrvatske žrtve – Zid boli". Nema križa, podataka o datumu rođenja ili smrti žrtava niti daljnjih objašnjenja za posjetitelje.
Zid boli prvotno je izgrađen u Selskoj ulici u Zagrebu ispred stožera UNPROFOR-a kao prosvjed protiv ravnodušnosti o stradanju hrvatskog naroda u Domovinskom ratu. 

## Vanjske poveznice
- Croatianhistory